# 1 Regiment Pieszy Koronny

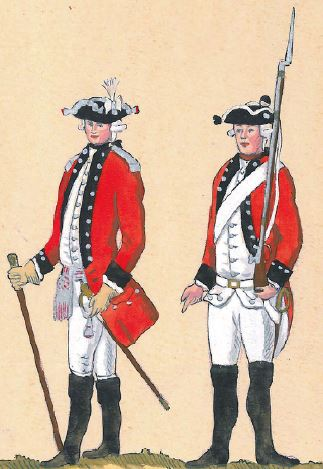
Żołnierze regimentu Królowej w 1775

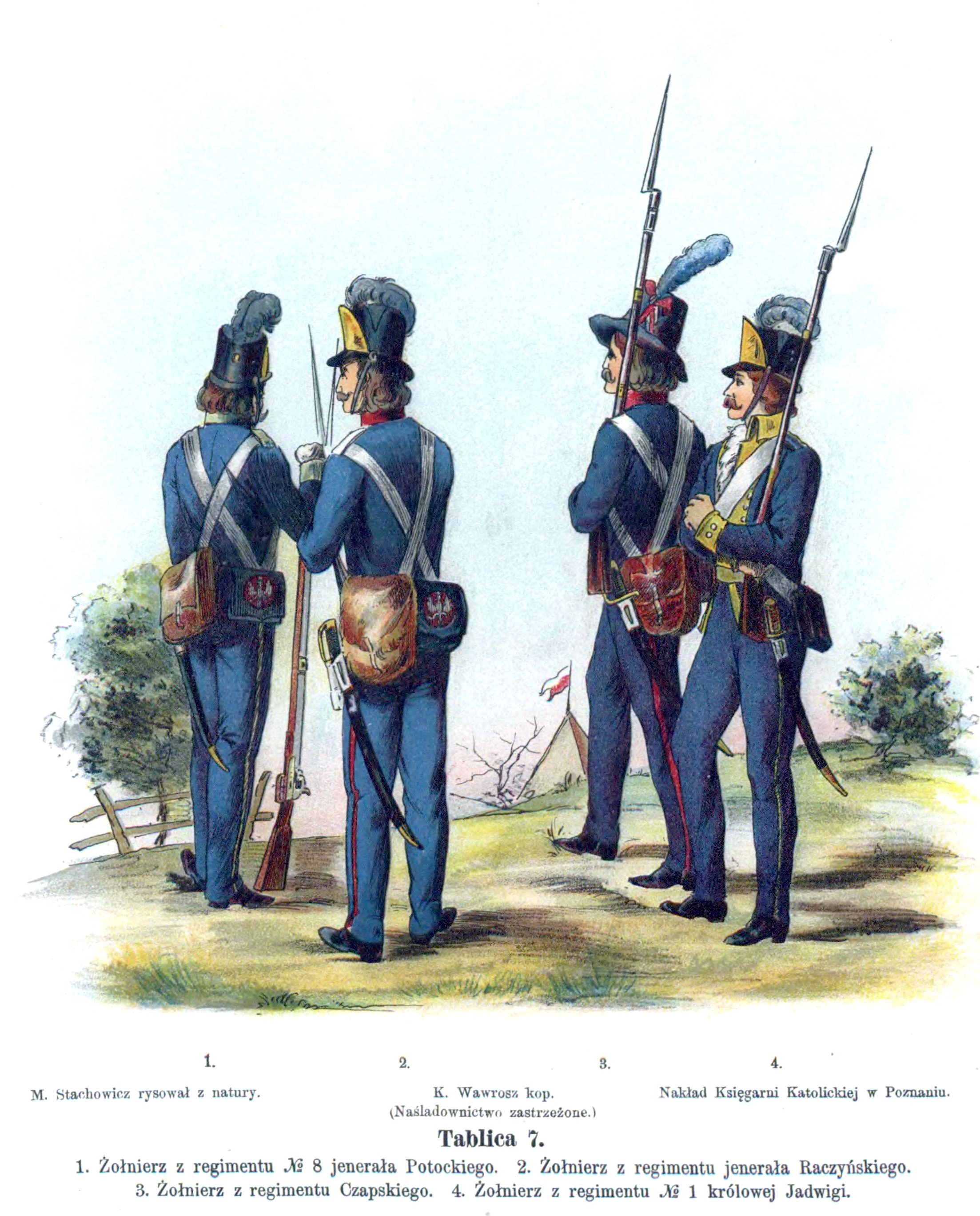
Żołnierz regimentu im. Królowej Jadwigi w 1794 (4.)

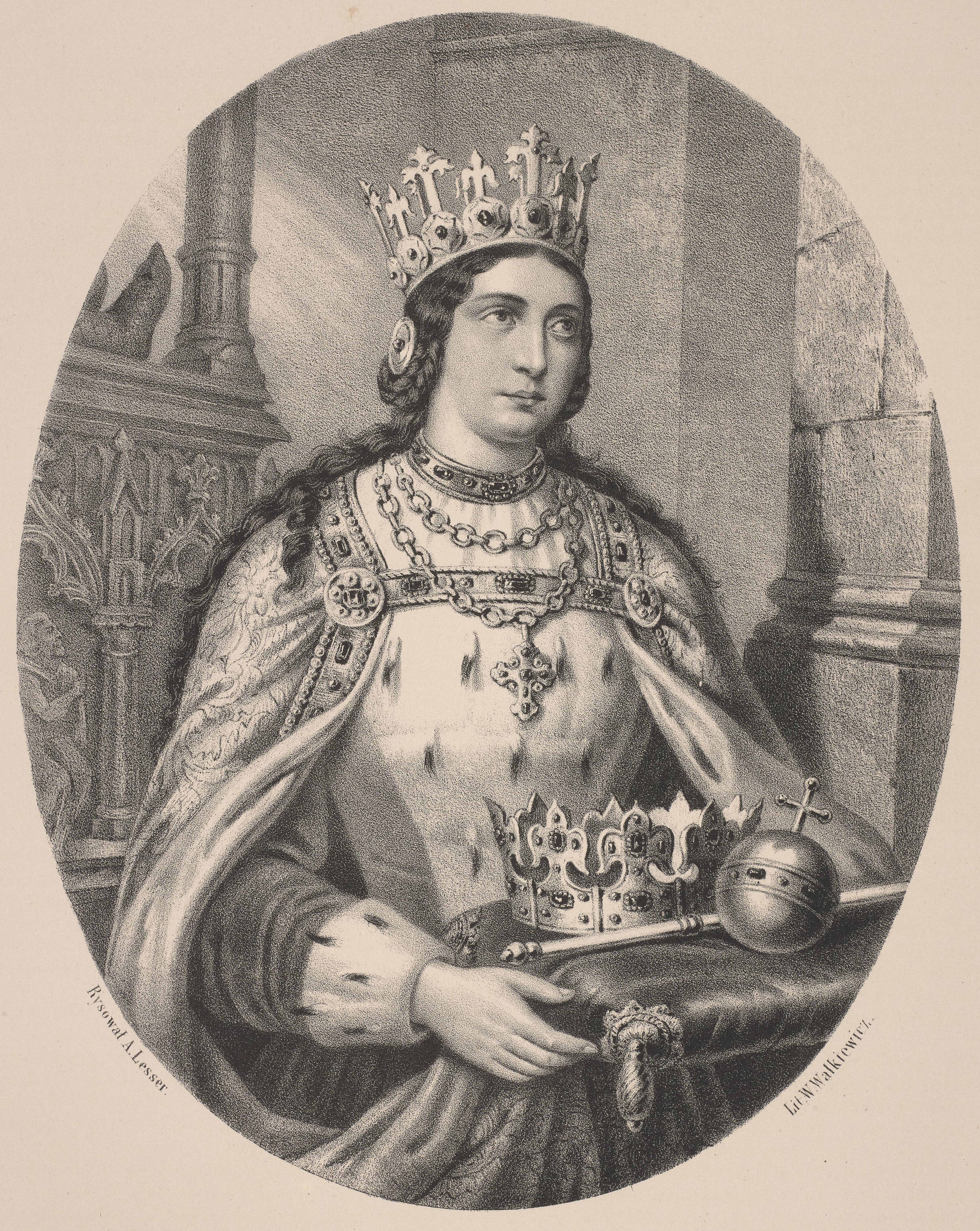
Królowa Jadwiga - patronka regimentu

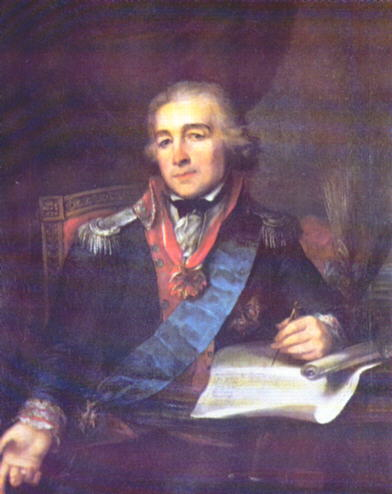
Augustyn Gorzeński

1 Regiment Pieszy Koronny im. Królowej Jadwigi – oddział piechoty armii koronnej wojska I Rzeczypospolitej.

## Formowanie i zmiany organizacyjne
Uchwalony na sejmie 1717 roku komput wojska koronnego przewidywał zorganizowanie regimentu królowej w sile 1000 porcji. Faktyczny stan regimentu w 1719 roku wynosił 604 żołnierzy, w tym 136 oficerów i podoficerów i 472 szeregowych.
Najbardziej okazałych żołnierzy dobierano do kompanii grenadierskich. Z każdych dziesięciu żołnierzy wybierano też starszego szeregowego (gefrajtera). Podoficerów mianował szef regimentu spośród zaproponowanych przez kapitanów żołnierzy wyróżniających się i piśmiennych, a oficerów mianował hetman na wniosek szefa jednostki.
W 1745 regiment liczył 605 żołnierzy, z tego 470 szeregowych, a w 1755 roku 611 żołnierzy, w tym 472 szeregowych.
Sejm roku 1776 zatwierdził nowy etat wojska, który zmieniał znacznie jego strukturę. Regiment miał liczyć 8 kompanii, w sumie etatowo 467 żołnierzy, a praktycznie 463 głowy. W 1786 roku regiment nadal etatowo liczył 467 żołnierzy. Wchodził w skład Dywizji Wielkopolskiej.
W 1786 roku wprowadzono numeracje regimentów piechoty od 1 do 14. Tylko regiment gwardii pozostał bez numeru.
Regiment Pieszy Koronny Królowej hierarchicznie ustępował właśnie Gwardii i otrzymał numer 1 i zawsze nosił imię aktualnej królowej. Z braku takowej za panowania króla Stanisława Augusta, przybrał za patronkę królową Jadwigę.
Reformy sejmu Wielkiego zwiększyły stany polskiej piechoty w poszczególnych regimentach. Etaty z października 1789 i maja 1792 roku zakładały istnienie regimentu składającego się z dwunastu kompanii uszykowanych w trzy bataliony, w tym jeden grenadierski i dwa fizylierskie. W praktyce nigdy takiej organizacji nie osiągnięto. W przededniu wojna w obronie Konstytucji 3 maja 1 regiment piechoty im. Królowej Jadwigi szefostwa Augusta Gorzeńskiego liczył 1295 żołnierzy.
Regiment w powstaniu kościuszkowskim
W marcu 1994 stan regimentu  wynosił około 720 żołnierzy. W kwietniu i maju z regimentu zdezerterowało około 50 szeregowych. Pod koniec maja w dwóch batalionach liczył  668 żołnierzy. W pierwszych dniach czerwca zaczęli napływać pierwsi rekruci. Razem wcielono 372 żołnierzy. Z końcem czerwca, uwzględniając liczbę strat, stan liczebny regimentu wynosił 679 ludzi w 8 liniowych kompaniach i 98  w kompanii strzeleckiej (razem 777). W kolejnych miesiącach jednostka otrzymała338 kantonistów. Pod koniec sierpnia regiment liczył 1017 żołnierzy liniowych oraz nieznaną liczbę strzelców. Na uzbrojeniu regiment posiadał 718 karabinów.
30 sierpnia  238 osobowe dowództwo 1 regimentu przybyła do obozu gen. lejtn. Poniatowskiego. We wrześniu do dowództwa dołączył II batalion w sile 632 głów, a w październiku do regimentu dołączył I batalion. 1 listopada złączony regiment liczył około 1000 głów i znajdował się w całości w dywizji księcia Józefa Poniatowskiego. Regiment nie utworzył III batalionu. Strzelców regimentu odesłano na zalążki zabrano do  formacji płk. Antoniego Ossowskiego. Poważne straty poniósł regiment pod Szczekocinami.
Od połowy kwietnia 1794 regimentem dowodził generał major Jan Grochowski, a po jego śmierci pod Szczekocinami podpułkownik Bogumił Wedelstedt. I batalionem dowodził mjr Michał Perro, II batalionem – mjr Stanisław Mojaczewski. Kompaniami dowodzili:
- 1 (mjr. Stanisława Mojaczewskiego) – por. Ludwik Żychliński
- 2 (mjr. Michała Ferro) – por. Fryderyk Konrady
- 3 (mjr. Wilhelma Fiszera) – por. Jakub Świniarski
- 4 (sztabskpt. Karola Fiszera) – właściciel kompanii
- 5 (kpt. z kompanią Michała Krokowskiego) – właściciel kompanii
- 7 (kpt. z kompanią Wojciecha Grodzickiego) – właściciel kompanii
- 8 (kpt. z kompanią Stefana Różyckiego) – właściciel kompanii
- 9 (strzelecką – vacat) – por. Antoni Chlebowski

### Liczebność regimentu
Etatowe i faktyczne zmiany liczebności regimentu po 1777 roku przedstawiały się następująco:
- etat z 1777 — 467 żołnierzy
- faktycznie 1 III 1777 — 463 żołnierzy
- etat z 8 X 1789 — 2153 żołnierzy
- etat tymczasowy z 1790 — 1440 żołnierzy
- etat wojenny 22 V 1792 — 2169 żołnierzy
- faktycznie 9 VI 1792 — 1289 żołnierzy
- faktycznie IX 1793 — 1117 żołnierzy
- etat z 1 III 1794 — 419 żołnierzy
- faktycznie III 1794 — ok. 720 żołnierzy

Liczebność regimentu w 1792 roku wynosiła 1470 osób, w marcu 1794 roku 720, w maju 668, a we wrześniu 1008? żołnierzy.

## Struktura regimentu
W 1717 roku:
- 1 szef regimentu – 30 porcji
- 1 pułkownik – 20 porcji
- 1 podpułkownik (obersterlejtnant) – 17,5 porcji
- 1 major – 15 porcji
- 2 kapitanów (agreges) – 9 porcji
- 1  kwatermistrz – 7 porcji
- 1 adiutant – 6 porcji
- 1 audytor – 6 porcji
- 1 lekarz – 5 porcji
- 1 kapelan – 4 porcje
- 4 podchorążych – 1,5 porcji
- 6 oboistów – 1,5 porcji
- 1 regimentstamber (dobosz) – 2 porcje
- 1 regimentswebel (profos) – 2 porcje
- 1 wagenmagister (dowódca taboru) – 2 porcje
- 1 stępka – 1 porcja
- 1 woźnica – 1 porcja

Razem 25 żołnierzy i 151,5 porcji
Kompanie liczyły etatowo po 110—115 porcji. Skład każdej (jak w lejbkompanii) przedstawiał się następująco:
- 1 kapitan – 12 porcji
- 1 porucznik lub kapitan-lejtnant – 8 porcji
- 1 chorąży – 4 porcje
- 2 sierżantów  – 2 porcje
- 1 furrier – 1,5 porcji
- 1 felczer – 2 porcje
- 3 kaprali – 1,5 porcji
- 1 trębacz – 1 porcja
- 2 doboszy – 1 porcja
- 1 woźnica – 1 porcja
- 1 cieśla – 1 porcja
- 62 szeregowych

Razem 77 żołnierzy a 103 porcje

## Barwa regimentu
W okresie panowania Sasów, w stosunku do poprzedniego okresu, mundurowanie piechoty polskiej zmieniło się całkowicie. Zniesiono używane dotychczas niebieskie mundury kroju polskiego, a strój żołnierzy upodobniono do saskiego.
Mundur oficerów regimentu składał się z pąsowej kurtki sukiennej z wyłogami wyłogami pomarańczowymi, naramiennikami srebrnymi, guzikami białymi, białej kamizelki, białych spodni i kamaszy, czarnego kapelusza i trzewików. W okresie od 1 maja do 31 października używano spodni czarnych, zakazano natomiast noszenia spodni płóciennych, które poprzednio były w użyciu.
Mundury podoficerów i szeregowych były podobne do oficerskich, z tym że noszono zamiast kamaszy białe pończochy wełniane. Latem podoficerowie i szeregowi używali spodni płóciennych, białych. Pasy skórzane z mosiężnymi klamrami.  Płaszcze sukienne w kolorze czerwonym wydawano tylko po dwa dla kompanii na lat sześć, a służyły one wyłącznie wartownikom w okresie od 15 października do 30 kwietnia. Każdy żołnierz nosił tornister i patrontasz z czerwonej skóry. Zarówno oficerowie, jak podoficerowie i szeregowi nosili harcapy przewiązane czarną wstążką.
Opisy umundurowania żołnierzy regimentu wykonane przez Bronisława Gembarzewskiego na podstawie obrazów z ówczesnej epoki:
- z 1732 roku fajfer, fizylier, dobosz - kapelusze czarne z taśmą białą, kokarda biało-czerwona. Rajtroki pasowe, wyłogi, kamizele ciemnogranatowe. Taśmy i galony białe, guziki srebrne. Spodnie i kamasze białe. Lederwerki białe. Rękojeść tasaka mosiężna. Feldcech srebrny. Bęben dobosza mosiężny, obręcze pasowe[24]

W stroju tym w drugiej połowie XVIII w. zaszły pewne zmiany. Wzorem innych armii zamiast długich kurtek wprowadzono krótkie z rabatami, kapelusze zaś zastąpiły sztywne kaszkiety z blachą mosiężną zawierającą inicjały monarchy.
- Po 1776: wyłogi czarne, guziki srebrne[25]

W roku 1789  zmieniono poważnie krój i kolor mundurów piechoty. Składał on się z kurtki zimowej koloru granatowego z wyłogami pomarańczowymi, naramiennikami srebrnymi, Lejbika białego ze stojącym kołnierzem, w lecie koletu sukiennego w kolorze białym z wykładkami podobnymi do wyłogów, zapinanego na guziki białe od dołu do góry, długich białych spodni wkładanych do butów kroju węgierskiego, wysokich do kolan i wyciętych z tyłu, a wreszcie z kołpaka okrągłego filcowego, wysokiego na około 30 cm, z sukiennym wierzchem pąsowym, daszkiem i blachą mosiężną z orłem. Żołnierze nosili poza tym halsztuki i naramiennik z czarnej szmelcowanej blachy z nicianym kutasem, jako strój zaś koszarowy — kitle i furażerki. Mundury były o wiele wygodniejsze i pozwalały na większą swobodę ruchów. Strój oficerów różnił się barankowym czarnym obszyciem czapek i galonami. Roczny koszt umundurowania piechura (wraz z przymunderunkiem) wynosił 111 zł.
- Podczas insurekcji kościuszkowskiej: wyłogi pomarańczowe, guziki złote[25].

## Uzbrojenie
Uzbrojenie żołnierza piechoty składało się z karabinu skałkowego z bagnetem oraz pałasza noszonego na czerwonym rzemieniu juchtowym. Podoficerowie mieli pistolety, pałasze i tzw. kurcgewery, będących raczej oznaką władzy niż bronią. Oficerowie mieli pistolety i szpady. Cała broń palna i częściowo biała była pochodzenia saskiego. Uzbrojenie to zakupywano na dziesięć lat. W każdej kompanii znajdowały się dwa karabiny zapasowe.
W 1775 roku ujednolicono uzbrojenie podoficerów i szeregowych, odbierając tym pierwszym broń krótką, a oficerom pozostawiając jedynie szpady.

## Stanowiska
- Zamek w Malborku[27]
- Poznań (1775),
- Kalisz (1785),
- Winnica (1788),
- Piotrków (1789),
- Stary Konstantynów (1791),
- Kalisz, Pleszew (październik 1792),
- Parczew i okolice (1793)

## Żołnierze regimentu
Regimentem dowodził zazwyczaj pułkownik. Stanowisko szefa regimentu, związane z wielkimi poborami, było najczęściej uważane za synekurę. Szefowie posiadali prawo fortragowania (przedstawiania do awansu) oficerów. Do 1790 roku w sztabie służyło ośmiu oficerów. Byli to: szef regimentu, pułkownik, podpułkownik, major, regimentskwatermistrz, adiutant, audytor i regimentsfelczer. Szefa i pułkownika w dowodzeniu kompaniami zastępowali kapitanowie sztabowi. W kompaniach było czterech kapitanów, ośmiu poruczników i ośmiu chorążych. Zatem w regimencie znajdowało się 30 oficerów wyłączając kapelana.
Od 1790 roku w regimencie było dwóch majorów i trzech kapitanów z kompanią. W związku z podniesieniem etatu całego wojska w strukturze regimentu pojawił się trzeci kapitan sztabowy, ośmiu podporuczników i drugi adiutant. W sumie było ich 40.
W latach 1763−1782 szefem regimentu pozostawał gen. mjr Stanisław Goltz. Był on zarazem dowódcą Dywizji Wielkopolskiej. Następnym szefem był Samuel Ożarowski, którego w 1790 roku zmienił Augustyn Gorzeński. W 1793 roku zastąpił go czołowy działacz konfederacji targowickiej Antoni Pułaski. Stanowisko utrzymał do wybuchu powstania kościuszkowskiego
Szefowie
- hrabia Joachim Fryderyk Flemming (1717–1763)[c],
- August Stanisław Golcz (21 marca 1763)[d],
- Samuel Ożarowski (13 marca 1780),
- gen. lejtn. Augustyn Gorzeński (24 lutego 1790),
- Antoni Pułaski (generalny insp. wojsk koronnych 1793–1794),

Pułkownicy
- Józef Biernacki,
- Karol Ludwik de Fiszer (4 XI 1771 − 2 V 1783 )[30]
- Jan G. Szeński (23 V 1783 − 10 XI 1783)[30]
- Ignacy Hoffman (10 XI 1783 − 15 VI 1791)[30]
- ppłk Karol Kurcyusz (maj 1791)[29]
- Jan Grochowski (1792)

## Walki pułku
1 Regiment Pieszy Koronny uczestniczył w 1792 roku w VII wojnie polsko-rosyjskiej toczonej w obronie Konstytucji 3 Maja. Szef: gen. Augustyn Gorzeński. Stan osobowy: 1550 ludzi.
Bitwy i potyczki:
- Konfederacja barska, Piotrków, Skrzynno, Zbąszyń, Boruszkowce (15 czerwca 1792),
- Zieleńce (17 czerwca),
- Dubienka (18 lipca),
- Zasław, Szczekociny (6 czerwca 1794),
- obrona Warszawy, Powązki (28 lipca).